# Pasian di Prato
Pasian di Prato is een gemeente in de Italiaanse provincie Udine (regio Friuli-Venezia Giulia) en telt 8825 inwoners (31-12-2004). De oppervlakte bedraagt 15,9 km², de bevolkingsdichtheid is 592 inwoners per km².
De volgende frazioni maken deel uit van de gemeente: Pasian di Prato, Colloredo di Prato, Passons, più le località di Santa Caterina e Bonavilla.

## Demografie
Pasian di Prato telt ongeveer 3667 huishoudens. Het aantal inwoners steeg in de periode 1991-2001 met 5,7% volgens cijfers uit de tienjaarlijkse volkstellingen van ISTAT.
| Jaar | Inwoneraantal |
| ---- | ------------- |
| 1991 | 8242          |
| 2001 | 8708          |

## Geografie
De gemeente ligt op ongeveer 106 m boven zeeniveau.
Pasian di Prato grenst aan de volgende gemeenten: Basiliano, Campoformido, Martignacco, Tavagnacco, Udine.